# Estació de la Font de Sant Lluís
L'Estació de la Font de Sant Lluís, oficialment València-Font de Sant Lluís és una estació de ferrocarril situada al sud del barri del mateix nom a l'extrem sud de la ciutat de València. Situada entre l'estació central i l'estació del Cabanyal, només s'hi aturen combois de la línia C-6 de Rodalies Renfe de València direcció Castelló de la Plana i direcció València-Nord i els combois de la línia C-3 de València direcció Buñol i direcció València-Nord on s'inverteixen la marxa.
L'estació és part d'un gran complex de tallers ferroviaris situats entre l'antic poble de la Font de Sant Lluís, una estació de classificació i un parc logístic. Molt a prop discorre l'autovia V-30 i el nou llit del riu Túria.
En un futur pròxim acollirà provisionalment als trens TAV provinents de Madrid fins que la futura Estació Central siga construïda. també serà aquesta la seu dels tallers per als trens d'alta velocitat.
| Rodalies València de Renfe |               |       |                        |                        |
| Procedència/Destinació     | <             | Línia | >                      | Procedència/Destinació |
| València-Nord              | València-Nord | C-6   | València-Cabanyal      | Castelló de la Plana   |
| València-Nord              | València-Nord | C-3   | València - Sant Isidre | Utiel                  |